# Un disco per l'estate 1967
La quarta edizione del concorso radiotelevisivo Un disco per l'estate vide la competizione di 49 motivi, come di consueto in due fasi. La prima fase prevedeva il "passaggio" radiofonico di tutti i motivi in gara in quattro appuntamenti giornalieri dal 20 aprile in poi, e di quattro passerelle televisive presentate da Daniele Piombi, Mascia Cantoni, Nunzio Filogamo e Renata Mauro e si concluse con la selezione di 20 canzoni che guadagnarono il diritto di esecuzione televisiva a Saint-Vincent nella fase successiva.
La seconda fase prevedeva tre serate trasmesse in diretta in TV e alla radio, presentate dall'attore Rossano Brazzi. All'ultimo minuto, probabilmente per impegni improvvisi dell'attore, la conduzione delle tre serate fu affidata a Renato Tagliani e Gabriella Farinon, con la collaborazione di Enzo Tortora, Raffaele Pisu ed Helène Chanel. Nelle prime due serate (8 e 9 giugno, con la partecipazione anche di Enzo Tortora), in onda sul Secondo Programma Radio e TV, vennero eseguite le 20 canzoni prescelte, in due gruppi di 10. Alla terza serata (10 giugno), in onda sul Programma Nazionale TV e sul Secondo radio parteciparono le cinque più votate della prima e della seconda serata.
L'edizione 1967 di Un disco per l'estate vede la vittoria di un brano "all'italiana", in una diretta televisiva in cui tra l'altro era stata decretata l'esclusione di tutti i gruppi musicali. Questo è sintomatico di una sfasatura tra le giurie, verosimilmente appartenenti a fasce di età più matura rispetto agli acquirenti di dischi, e più orientate verso la tradizione melodica.
In questa edizione si afferma l'esordiente Al Bano, e la sua Nel sole (che si classifica soltanto sesta nella serata finale) sarà il 45 giri più venduto di quelli presentati alla manifestazione.

## Elenco delle canzoni partecipanti alla prima fase
In grassetto le 20 canzoni finaliste
- - Al Bano: Nel sole - La voce del padrone
  - Orietta Berti: Solo tu (testo e musica di Federico Monti Arduini) - Polydor
  - Paola Bertoni: Il destino più bello - Tiger Records
  - Lello Caravaglios: Ho solo l'amore - Vis Radio
  - Gigliola Cinquetti: La rosa nera - CGD
  - Tony Cucchiara: Ciao, arrivederci - Sprint
  - Tony Del Monaco: Tu che sei l'amore - CGD
  - Riccardo Del Turco: Uno tranquillo (testo di Daniele Pace e Lorenzo Pilat; musica di Daniele Pace, Mario Panzeri e Lorenzo Pilat) -  CGD
  - I Delfini: Beat beat hurrà! - Decca
  - Pino Donaggio: Un brivido di freddo - Columbia
  - Fiammetta: Ricordare o dimenticare - 
  - Nino Fiore: Accarezzame... nun me vasa' - Kappa O
  - Jimmy Fontana: La mia serenata (testo di Gianni Boncompagni, musica di Jimmy Fontana) - RCA Italiana
  - Peppino Gagliardi: Ricordati di me - Det
  - Remo Germani: Darsi un bacio - (testo di Vito Pallavicini, musica di Remo Germani) - MGM
  - Gidiuli: Tanto - Jolly
  - I Girasoli: Voglio girare il mondo (testo e musica di Roberto Righini e Alberto Lucarelli) - ARC
  - Wilma Goich: Se stasera sono qui (testo di Mogol e Luigi Tenco; musica di Luigi Tenco) - Dischi Ricordi
  - Mario Guarnera: Mille ricordi - Ariston Records
  - Isabella Iannetti: Corriamo - Durium
  - Anna Identici: Tanto tanto caro - Ariston Records
  - Fausto Leali: Senza di te (testo e musica di Paolo Ferrara) - Ri-Fi
  - Lalla Leone: Non mi capirai (testo di Vito Pallavicini; musica di Paolo Zavallone) - Ducale
  - Lida Lù: I miei capelli biondi - Vis Radio
  - Jenny Luna: Di qui (testo di Giorgio Calabrese, musica di Gianfranco Intra) - La voce del padrone
  - Antonio Marchese: Da quando amo te (testo di Alberto Testa; musica di Rinaldo Cozzoli) - Melody
  - Anna Marchetti: Gira finché vuoi - Meazzi
  - Gabriella Marchi: Diceva diceva (testo di Daniele Pace; musica di Mario Panzeri e Roberto Livraghi) - Cetra
  - I Nuovi Angeli: Guardami negli occhi - Durium
  - Marcella Perani: L'amore ce l'hanno tutti (testo e musica di Daniele Pace e Mario Panzeri) - Stereomaster
  - Gianni Pettenati: Io credo in te (testo di Vito Pallavicini e Bruno Pallesi, musica di Gualtiero Malgoni) - Cetra
  - Gian Pieretti: Julie 367.008 (testo e musica di Gian Pieretti e Ricky Gianco) - Vedette Records
  - Pilade: Male e bene - Clan
  - Memo Remigi: E pensare che ti chiami Angela (testo di Franco Califano, musica di Memo Remigi) - Carosello
  - Tony Renis: Non mi dire mai goodbye (testo di Alberto Testa, musica di Tony Renis) - RCA Italiana
  - Robertino: Era la donna mia (testo e musica di Gianni Meccia) - Carosello
  - Luisella Ronconi: Il tipo giusto - (testo di Pinchi; musica di Bettoni e Ray) - RT Club
  - Leo Sardo: È già domani - Style
  - I Satelliti: Mondo mio (testo e musica di Ricky Gianco) - Dischi Ricordi
  - Scooters: Mi seguirai - Jolly
  - Armando Savini: Uno fra tanti - Philips Records
  - Snakes: Tanta parte di male (testo e musica di C.A. Liman) - Cinevox
  - Annarita Spinaci: Balla balla - MRC
  - Franco Talò: Come un giocattolo rotto - Silver
  - Franco Tozzi: L'ultimo giorno (testo di Alberto Testa, musica di Eros Sciorilli) - Fonit
  - Umberto: Gioventù - Jolly
  - Carmen Villani: Ho perduto te (testo di Daniele Pace, musica di Mario Panzeri e Gene Colonnello) - Cetra
  - Salvatore Vinciguerra: La legge della natura - (testo di Marisa Terzi e Nandor; musica di Luciano Zotti e Salvatore Vinciguerra) - CAR Juke Box
  - Iva Zanicchi: Quel momento (testo di Mogol, musica di Gene Colonnello) - Ri-Fi

## Classifica finale
1. La mia serenata - Jimmy Fontana, voti 206
2. La rosa nera - Gigliola Cinquetti, voti 163
3. Se stasera sono qui - Wilma Goich, voti 158
4. Non mi dire mai good bye - Tony Renis, voti 137
5. Tu che sei l'amore - Tony Del Monaco, voti 80
6. Nel sole - Al Bano, voti 75
7. Era la donna mia - Robertino, voti 53
8. Solo tu - Orietta Berti, voti 46*
9. Uno tranquillo - Riccardo Del Turco, voti 46*
10. Corriamo - Isabella Iannetti, voti 36

- = Le canzoni di Orietta Berti e Riccardo Del Turco sono ottave a pari merito